# Idrialita
La idrialita o idrialina és un mineral de la classe dels minerals orgànics que rep el nom de la localitat d'Idria, a Eslovènia.

## Característiques
La idrialita és un compost orgànic de fórmula química C22H14, tot i que possiblement es tracti d'una barreja complexa d'hidrocarburs aromàtics policíclics. Cristal·litza en el sistema ortoròmbic. La seva duresa a l'escala de Mohs és 1,5.
Segons la classificació de Nickel-Strunz, la idrialita pertany a «10.BA: hidrocarburs» juntament amb els següents minerals: fichtelita, hartita, dinita, kratochvilita, carpathita, fil·loretina, ravatita, simonel·lita i evenkita.

## Formació i jaciments
Va ser descoberta a la mina Idria, situada al municipi de Idrija, a Eslovènia. També ha estat descrita a la República Txeca, Eslovàquia, França, Ucraïna i els Estats Units.